# Wikimedijina zbirka
Wikimedijina zbirka ali krajše kar Zbirka (angleško Wikimedia Commons) je Wikimedijino spletno središče ali skladišče podob, zvočnih posnetkov in drugih predstavnostnih vsebin s prosto licenco. Datoteke, ki jih po načelu prostega urejanja lahko naloži vsak prijavljeni uporabnik, se lahko uporabljajo v vseh projektih Wikimedie (Wikipedija, Wikiknjige idr.) na način, kot se uporablja za krajevno naložene datoteke.
Projekt Wikizbirka je bil predlagan marca 2004, udejanjen pa 7. septembra istega leta. Bistven dejavnik za njeno ustanovitev je bila potreba po skupnem prostoru za nalaganje predstavnostnih datotek, da bi se zmanjšale težave zaradi nalaganja dvojnikov na spletne strani različnih projektov Wikimedie v različnih jezikih. Možnost uporabe katerekoli datoteke v Zbirki za katerikoli krajevni projekt je bila omogočena oktobra 2004.
Danes je nalaganje predstavnostnih datotek na posamezne projekte prav tako mogoče, a je mišljeno zlasti za uporabo datotek, ki se zaradi licenčnih razlogov ne morejo nahajati v Zbirki. Od leta 2006 slednja namreč ne sprejema nalaganja datotek, ki so v namene predstavitev na projektih Wiki uporabljene pod pogoji poštene uporabe, prav tako pa tudi ne predstavnih vsebin, ki jih je dovoljeno uporabljati le v nekomercialne namene (slednje sicer velja tudi za Wikipedijo). Licence, ki zadostujejo pogojem za vključitev v Zbirko, so med drugim tudi dovoljenje za rabo proste dokumentacije GNU, licence Creative Commons, ki dopuščajo rabo v vsakršen namen, ter svobodna uporaba v okviru javne lasti.